# لي يونغ-تشانغ
لي يونغ-تشانغ (هانغل: 이영창) هو لاعب كرة قدم كوري جنوبي في مركز حراسة المرمى، ولد في 10 يناير 1993 في كوريا الجنوبية. لعب مع دايجون هانا سيتزن.

## وصلات خارجية
- لي يونغ-تشانغ على موقع دوري كوريا الجنوبية (الإنجليزية)
- لي يونغ-تشانغ على موقع قاعدة بيانات كرة القدم.إي يو (الإنجليزية)
- لي يونغ-تشانغ على موقع Soccerway.com (الإنجليزية)